# Gunnar Nielsen (fotbollsspelare)
Gunnar Nielsen, född 7 oktober 1986, är en färöisk fotbollsmålvakt som spelar för det isländska laget FH Hafnarfjarðar. Tidigare under sin karriär spelade han för Manchester City. Nielsen representerar även Färöarna i landslagssammanhang.

## Klubbkarriär
Nielsen föddes i Torshamn med färöisk far och isländsk mor. Han började spela fotboll i den lokala klubben HB. 2005 skrev han på för den danska klubben BK Frem.  Under de följande två åren spelade han fem ligamatcher för klubben. Han värvades till Blackburn Rovers inför 2007/2008 års säsong. Under hösten 2008 var han utlånad till Motherwell. Nielsen spelade inga ligamatcher för Blackburn eller Motherwell. I februari 2009 värvades till Manchester City, och blev nästan omgående utlånad till Wrexham i Conference National.
Gunnar Nielsen debuterade i Premier League i en ligamatch mot Arsenal den 24 april 2010. Han ersatte Shay Given, som varit tvungen att avbryta matchen på grund av skada, i den 76:e matchminuten och höll nollan under återstoden av matchen. Nielsen blev i och med detta första färing att spela i engelska högstadivisionen.
Gunnar Nielsen löstes från sitt kontrakt med Manchester City i december 2012. Han var kontraktslös tills början av april 2013, då han skrev på ett korttidskontrakt med det danska Superligalaget Silkeborg IF. Kontraktet sträcker sig över resten av 2012/2013 års säsong, d.v.s. ungefär sex veckor.

## Landslagskarriär
Gunnar Nielsen debuterade i det färöiska landslaget i en träningsmatch mot Island 22 mars 2009 som slutade 2-1.

## Fotnoter
1. ↑  Nielsen var vid tillfället Manchester Citys fjärdemålvakt. Andremålvakten Stuart Taylor var skadad och Joe Hart var utlånad till Birmingham City.
2. ↑  Detta var för övrigt Färöarnas första vinst mot Island